# Nyctiophylax valmiki
Nyctiophylax valmiki är en nattsländeart som beskrevs av Malicky och Chantaramongkol 1993. Nyctiophylax valmiki ingår i släktet Nyctiophylax och familjen fångstnätnattsländor. Inga underarter finns listade i Catalogue of Life.